# 웨즐레이 스미트 아우베스 페이토자
웨즐레이 스미트 아우베스 페이토자(Wesley Smith Alves Feitosa, 1992년 4월 21일 ~ )는 브라질의 축구 선수로 포지션은 공격수이다. K리그 시절 등록명은 웨슬리였다.